# Stefan Nutz
Stefan Nutz (ur. 15 lutego 1992 w Judenburgu) – austriacki piłkarz występujący na pozycji pomocnika. Wychowanek zespołu Grazer AK, od 2017 jest zawodnikiem austriackiego klubu Rheindorf Altach.